# 比兹·斯通
克里斯多福·艾萨克·「比兹」·斯通（英語：Christopher Isaac "Biz" Stone，1974年3月10日—），美国创意总监、软件工程师和商人，Twitter的创建者之一。他居住在加利福尼亚伯克利。

## 生平
他毕业于马萨诸塞州韦尔斯利高中。他参与创建的项目包括Xanga、Blogger、Odeo以及Obvious （页面存档备份，存于）。另外他还出版了两本有关博客的著作：《Blogging: Genius Strategies for Instant Web Content》（New Riders，2002年）和《Who Let The Blogs Out?》（St Martins，2004年）。杰克·多西和比兹·斯通大约花两周时间写出了Twitter的原型。

## 引用
1. ↑  Biz Stone. . 2000-04-12  [2010-02-14]. （原始内容存档于2010-02-13）.
2. ↑  .   [2010-02-14]. （原始内容存档于2010-02-18）.
3. ↑  .   [2010-02-14]. （原始内容存档于2016-03-03）.
4. ↑  Stone, Biz. . Flickr. Yahoo!.   [2010-02-14]. （原始内容存档于2019-05-04）.
5. ↑  Glaser, Mark. . Public Broadcasting Service (PBS). May 17, 2007  [2010年2月14日]. （原始内容存档于2013年4月24日）.